# Honda CTX 1300
La Honda CTX 1300 è un motociclo prodotto dal 2014 dalla casa motociclistica giapponese Honda.
La moto ha sostituito l'ST1300, che è stata tolta dai listini nel 2012.

## Descrizione
Nel novembre 2013 la Honda ha annunciato la CTX1300,, che era alimentato da una versione pesantemente rivista del motore che equipaggiava l'ST1300, modificata per un migliore il consumo di carburante e garantire una maggiore coppia a bassi regimi. Il motore a quattro cilindri a V da 1261 cm³, sviluppa una coppia massima di 106 Nm a 4500 giri/min ed eroga una potenza di 85 CV (62 kW) a 6000 giri/min.